# 주베르크-그로스아폴테른역
주베르크-그로스아폴테른역(Bahnhof Suberg-Grossaffoltern)은 스위스 베른주 그로스아폴테른 자치제에 있는 기차역이다. 스위스 연방 철도의 표준궤 빌/비엔-베른선의 중간 정류장이다.

## 운행편
다음 서비스는 주베르크-그로스아폴테른에서 정차한다.
- 베른 S-반 S3: 빌/비엔과 벨프 사이를 30분 간격으로 운행